# Belogorka
Belogorka (in lingua russa Белогорка) è una città della Russia, sul fiume Oredež, nell'Oblast' di Leningrado.